# 文明英
文明英（1936年5月—）是一名中国黎族教育家、语文学家，生于海南三亚。1956年6月在广东省海南黎族苗族自治州民族语文研究指导委员会进行黎语调查和文字创制，任语言调查队副组长，后任教于州民族语文学校。1958年8月进入中央民族学院，1967年毕业后留校任教。主要从事黎语语法、方言、黎文和民间文学的教育工作。
文明英发表过130多篇各类文章以及一些诗歌，为各类百科撰写400多条民族文化的条目。其中论文《海南省临高人的族属问题》、《黎文》和《黎语》分别获1996年国家民委民族政策研究优秀成果一等奖、1994年国家民委科技进步一等奖和国家民委1990年二等奖。与他人合作出版了《中国少数民族文学作品选》、《中国民间情歌·少数民族卷》、《中国少数民族情歌选》、《中国少数民族谚语选》、《中国黎族文化史》、《中国黎族文化通志》、《民间情歌三百首》、《壮侗语族语言词汇集》、《壮侗语族语言文学资料集》、《壮侗语族谚语》、《海南临高话》、《黎－汉－泰－英词典》、《黎语基础教程》、《黎语长篇话语材料集》等书。